# Jastków Poduchowny
Jastków Poduchowny – osada wsi Jastków w Polsce, położona w województwie świętokrzyskim, w powiecie ostrowieckim, w gminie Ćmielów.
W latach 1975–1998 osada administracyjnie należała do województwa kieleckiego.